# 鲸𩷶属
鲸𩷶属（学名：Cetopangasius）是一类已灭绝的𩷶，其化石发现于泰国碧差汶府的中新世地层，当时这里有一个名为Ban Nong Pia的湖泊。

## 描述
鲸𩷶属与其他𩷶的不同之处在于它的头部非常大，鳃耙上有超过100条非常长的射线状骨骼。鲸𩷶属的背鳍和胸鳍上的鳍棘非常发达，并且有明显的锯齿状边缘；背鳍有7根鳍条，胸鳍有13根鳍条，腹鳍有5或6根鳍条，臀鳍有38～42根软鳍条。鬃鳃鲸𩷶的体长能达到约50厘米。